# 1002 км
1002 км — железнодорожная казарма в Кирово-Чепецком районе Кировской области в составе Просницкого сельского поселения.

## География
Расположена у западной границы железнодорожной станции Просница к югу от железнодорожной линии Киров-Пермь.

## История
Известна с 1926 года как казарма на 46 версте Пермской железной дороги с 8 жителями и 2 хозяйствами, в 1950 (Полуказарма 47 км) 2 хозяйства и 6 жителей, в 1989 5 жителей. Настоящее название утвердилось с 1978 года .

## Население
Постоянное население составляло 9 человек (русские 100%) в 2002 году, 2 в 2010.